# Liste du patrimoine immobilier classé de Herve
Cette page regroupe l'ensemble du patrimoine immobilier classé de la ville belge de Herve.
| Objet | Année de construction / Architecte | Adresse                                         | Section communale | Coordonnées                      | Numéro d’inventaire | Illustration |
| --- | ---------------------------------- | ----------------------------------------------- | ----------------- | -------------------------------- | ------------------- | --- |
| Ferme de Nazareth (façade principale) sise avenue Reine Astrid, n°15 à Herve | XVIIe siècle                       | Avenue Reine Astrid n°15                        | Herve             | 50° 38′ 42″ nord, 5° 47′ 59″ est | 63035-CLT-0001-01   | Image manquanteTéléverser |
| L'église Saint-Jean Baptiste | XIIIe siècle                       |                                                 | Herve             | 50° 38′ 23″ nord, 5° 47′ 42″ est | 63035-CLT-0002-01   | L'église Saint-Jean Baptiste |
| Fontaine monumentale située derrière l'immeuble sis rue Jardon, n°11 à Herve | 1726                               | Rue Jardon n°11                                 | Herve             | 50° 38′ 14″ nord, 5° 47′ 36″ est | 63035-CLT-0004-01   | Image manquanteTéléverser |
| Ancien couvent des Récollectines (façades et toitures) sis rue Haute à Herve (Chapelle et bâtiment conventuel avec cloître intérieur) ainsi que le chœur de l'ancienne chapelle avec son décor de stucs, ses lambris et la balustrade du jubé | 1676                               | Rue Haute                                       | Herve             | 50° 38′ 34″ nord, 5° 47′ 46″ est | 63035-CLT-0005-01   | Ancien couvent des Récollectines (façades et toitures) sis rue Haute à Herve (Chapelle et bâtiment conventuel avec cloître intérieur) ainsi que le chœur de l'ancienne chapelle avec son décor de stucs, ses lambris et la balustrade du jubé |
| L'église Saint-Apollinaire, à Bolland | 1714-1717                          |                                                 | Bolland           | 50° 39′ 43″ nord, 5° 45′ 45″ est | 63035-CLT-0008-01   | L'église Saint-Apollinaire, à Bolland |
| Chapelle Notre-Dame de Noblehaye | 1707                               | Rue de Noblehaye                                | Bolland           | 50° 39′ 04″ nord, 5° 45′ 48″ est | 63035-CLT-0010-01   | Chapelle Notre-Dame de Noblehaye |
| Le château et la ferme castrale de Bolland (M) et l'ensemble formé par le château, la ferme castrale, l'église et le parc (S) | XIIIe siècle                       |                                                 | Bolland           | 50° 39′ 43″ nord, 5° 45′ 42″ est | 63035-CLT-0011-01   | Le château et la ferme castrale de Bolland (M) et l'ensemble formé par le château, la ferme castrale, l'église et le parc (S) |
| Ensemble formé par le château, la ferme castrale, l'église et le parc y attenant à Bolland | XIIIe siècle                       | Bolland                                         | Bolland           | 50° 39′ 49″ nord, 5° 45′ 18″ est | 63035-CLT-0012-01   | Ensemble formé par le château, la ferme castrale, l'église et le parc y attenant à Bolland |
| Ferme sise Noblehaye, n°104 à Bolland |                                    | Noblehaye n°104                                 | Bolland           | 50° 39′ 03″ nord, 5° 45′ 52″ est | 63035-CLT-0013-01   | Image manquanteTéléverser |
| Ferme sise Village, n°260-261 à Chaineux |                                    | Vilage[Quoi ?] n°260-261                        | Chaineux          | 50° 38′ 02″ nord, 5° 49′ 37″ est | 63035-CLT-0015-01   | Image manquanteTéléverser |
| Immeuble sis 30, au Grand Vinâve à Charneux |                                    | Grand Vinâve 30                                 | Charneux          | 50° 40′ 07″ nord, 5° 48′ 17″ est | 63035-CLT-0016-01   | Image manquanteTéléverser |
| L'église Saint-Sebastien à Charneux | 1641                               |                                                 | Charneux          | 50° 40′ 10″ nord, 5° 48′ 18″ est | 63035-CLT-0018-01   | Image manquanteTéléverser |
| Ferme (façades, pignons, toitures et les deux ailes latérales) rue de la Sauvenière, n°116 |                                    | Rue de la Sauvenière n°116                      |                   | 50° 40′ 17″ nord, 5° 47′ 25″ est | 63035-CLT-0020-01   | Image manquanteTéléverser |
| Ferme sise rue de la Halle, n°18 à Grand-Rechain | XVIIIe siècle                      | Rue de la Halle n°18                            | Grand-Rechain     | 50° 36′ 23″ nord, 5° 48′ 36″ est | 63035-CLT-0021-01   | Image manquanteTéléverser |
| Immeuble dénommé Père Eternel (façades, toitures et le perron) sis rue Jardon n°88 à Herve | 1735                               | Rue Jardon n°88                                 | Herve             | 50° 38′ 15″ nord, 5° 47′ 24″ est | 63035-CLT-0022-01   | Immeuble dénommé Père Eternel (façades, toitures et le perron) sis rue Jardon n°88 à Herve |
| Les façades antérieure et postérieure et les toitures du bâtiment englobant le corps de logis, le mûr de clôture en bordure du chemin d'accès et les deux piliers de calcaire qui cantonnent et supportent la grille d'entrée de la maison sise Renouprez n°283 à Herve | 1780                               | Renouprez n°283                                 | Herve             | 50° 40′ 14″ nord, 5° 49′ 39″ est | 63035-CLT-0023-01   | Image manquanteTéléverser |
| Totalité de la chapelle Sainte-Agathe à Chaineux (M) ainsi que l'ensemble formé par cet édifice et ses abords (S) | 1753                               |                                                 | Chaineux          | 50° 38′ 02″ nord, 5° 49′ 48″ est | 63035-CLT-0024-01   | Totalité de la chapelle Sainte-Agathe à Chaineux (M) ainsi que l'ensemble formé par cet édifice et ses abords (S) |
| Les façades, toitures et les quatre cheminées (une au rez-de-chaussée et trois à l'étage) de la maison Leclercq sise rue Leclercq n°66 | 1796                               | Rue Leclercq n°66                               | Herve             | 50° 38′ 32″ nord, 5° 47′ 50″ est | 63035-CLT-0025-01   | Image manquanteTéléverser |
| Façades et toitures de la maison sise Halleux, n°341 | XVI-XVIIe siècle                   | Halleux n°341                                   |                   | 50° 40′ 25″ nord, 5° 49′ 11″ est | 63035-CLT-0026-01   | Image manquanteTéléverser |
| Totalité du corps du logis (intérieur et extérieur) ainsi que le portail d'entrée de la ferme Gerardy, sise n°58 à Houlteau |                                    | n°58                                            | Houlteau          | 50° 37′ 49″ nord, 5° 50′ 36″ est | 63035-CLT-0027-01   | Image manquanteTéléverser |
| Les façades et la totalité des toitures de la maison sise n°7 rue d'Elvaux à Herve | XVIIe siècle                       | Rue d'Elvaux n°7                                | Herve             | 50° 38′ 20″ nord, 5° 47′ 40″ est | 63035-CLT-0028-01   | Les façades et la totalité des toitures de la maison sise n°7 rue d'Elvaux à Herve |
| Les façades et toitures du bâtiment principal et des communs de la ferme de Havremont sise Sarémont, 12 (anciennement Havremont puis rue Grétry, 140) à Bolland | XVIIIe siècle                      | Sarémont 12 (voorheen Havremont rue Grétry 140) | Bolland           | 50° 39′ 23″ nord, 5° 46′ 33″ est | 63035-CLT-0029-01   | Image manquanteTéléverser |
| Immeuble sis avenue des Platanes, n°156 à Grand-Rechain |                                    | Avenue des Platanes n°156                       | Grand-Rechain     | 50° 36′ 28″ nord, 5° 48′ 39″ est | 63035-CLT-0030-01   | Image manquanteTéléverser |
| Les façades et toitures du corps de logis et la cour pavée de l'immeuble sis Es Bosse n°255 à Chaîneux | XVIIe siècle                       | Es Bosse n°255                                  | Chaineux          | 50° 38′ 16″ nord, 5° 49′ 54″ est | 63035-CLT-0031-01   | Image manquanteTéléverser |
| La façade principale et le pan de toiture avant de la maison sise Grand Vinâve, 11 à Charneux |                                    | Grand Vinâve 11                                 | Charneux          | 50° 40′ 09″ nord, 5° 48′ 21″ est | 63035-CLT-0032-01   | Image manquanteTéléverser |
| La façade principale et le pan de toiture avant de la ferme sise Holiguette 220 à Charneux |                                    | Holiguette 220                                  | Charneux          | 50° 41′ 42″ nord, 5° 47′ 49″ est | 63035-CLT-0033-01   | Image manquanteTéléverser |
| Les façades et toitures de la partie construite au XVIIe siècle de l'immeuble dénommé Le Prieuré, sis rue du Village, n°276 à Chaineux, ainsi que la totalité de l'intérieur, en particulier les cheminées, les plafonds en stuc, le départ et la première volée de l'escalier qui mène à l'étage ainsi que toutes les boiseries intérieures: alcove, portes et fermetures du dit escalier | XVIIe siècle                       | Rue du Village n°276                            | Chaineux          | 50° 38′ 02″ nord, 5° 50′ 05″ est | 63035-CLT-0034-01   | Image manquanteTéléverser |
| Les façades et toitures de la ferme sise Xhéneumont n°7-8 à Battice (M) ainsi que l'ensemble formé par cette ferme et les terrains environnants (S) | 1679                               | Xhéneumont n°7-8                                | Battice           | 50° 38′ 14″ nord, 5° 48′ 56″ est | 63035-CLT-0035-01   | Image manquanteTéléverser |
| La façade à rue, la toiture la surmontant, la cage d'escalier et deux cheminées de la maison Gustafsson sise rue du Marché, n°16 à Herve | XVIIIe siècle                      | Rue du Marché n°16                              | Herve             | 50° 38′ 28″ nord, 5° 47′ 44″ est | 63035-CLT-0036-01   | La façade à rue, la toiture la surmontant, la cage d'escalier et deux cheminées de la maison Gustafsson sise rue du Marché, n°16 à Herve |
| Orgue A. Clerinx de l'église Saint-Gilles à Chaineux |                                    |                                                 | Chaineux          | 50° 37′ 54″ nord, 5° 50′ 05″ est | 63035-CLT-0038-01   | Image manquanteTéléverser |
| Les façades et toitures des deux volumes XVIIIe siècle du Collège Marie-Thérèse, sis à Herve | 1777                               | Rue du Collège 26                               | Herve             | 50° 38′ 21″ nord, 5° 47′ 44″ est | 63035-CLT-0039-01   | Les façades et toitures des deux volumes XVIIIe siècle du Collège Marie-Thérèse, sis à Herve |
| Ensemble formant extension du site constitué par les bâtiments de l'ancienne abbaye du Val-Dieu et les terrains environnants, à Charneux (+ AUBEL/Aubel,Val-Dieu) | 1283                               |                                                 |                   | 50° 41′ 57″ nord, 5° 48′ 20″ est | 63035-CLT-0041-01   | Ensemble formant extension du site constitué par les bâtiments de l'ancienne abbaye du Val-Dieu et les terrains environnants, à Charneux (+ AUBEL/Aubel,Val-Dieu)                                                                             |
| Bois du Moraithier (+ PEPINSTER/Soiron) |                                    |                                                 |                   | 50° 35′ 35″ nord, 5° 47′ 24″ est | 63035-CLT-0042-01   | Image manquanteTéléverser |
| Ancienne borne frontière, dénommé la Belle Pierre, sur l'acqueduc recouvrant le ruisseau cadastré sous le nom ruisseau du Pont Clory (+ SOUMAGNE/Soumagne) |                                    |                                                 |                   | 50° 37′ 02″ nord, 5° 45′ 52″ est | 63035-CLT-0043-01   | Ancienne borne frontière, dénommé la Belle Pierre, sur l'acqueduc recouvrant le ruisseau cadastré sous le nom ruisseau du Pont Clory (+ SOUMAGNE/Soumagne)                                                                                    |